# Theresia Koch
Theresia Koch (geboren 27. Dezember 1959) ist eine deutsche Richterin. Sie ist Vorsitzende Richterin am Bayerischen Verwaltungsgerichtshof und Mitglied des Bayerischen Verfassungsgerichtshofs.

## Leben
Seit 2. Mai 2012 ist Theresia Koch Vorsitzende Richterin am Bayerischen Verwaltungsgerichtshof. Gemäß Geschäftsverteilungsplan 2024 ist sie Vorsitzende Richterin im 14. Senat (zuständig für Naturschutzrecht, Landschaftsschutzrecht, Besoldung und Versorgung der Bundesbeamten, Soldaten und Richter, Asylrecht), im 17. Senat (zuständig für das Personalvertretungsrecht Land, Recht der Richtervertretungen nach Landesrecht, Recht der ehrenamtlichen Richter der Fachkammern und Fachsenate für Personalvertretungsrecht des Landes), im 18. Senat (zuständig für das Personalvertretungsrecht Bund, Recht der Richtervertretungen nach Bundesrecht, Recht der ehrenamtlichen Richter der Fachkammern und Fachsenate für Personalvertretungsrecht des Bundes) und Mitglied im Großen Senat. Unter anderem war sie in diesem Amt damit betraut, 2016 zwischen dem Bund Naturschutz und dem Freistaat Bayern wegen der Etablierung eines Schutzgebietes für jahrhundertealte Buchen zu vermitteln und 2017 eine Schlichtung zwischen der Behördenleitung und den Personalräten des Bundesamtes für Migration und Flüchtlinge (BAMF) herbeizuführen.
Am 16. Juli 2013 wurde Theresia Koch vom Bayerischen Landtag mit 139 von 162 Stimmen zum berufsrichterlichen Mitglied des Bayerischen Verfassungsgerichtshofs gewählt. Sie löste Michael Happ im Amt ab, der in den Ruhestand trat. Koch wurde in dieses Ehrenamt für acht Jahre gewählt.

## Publikationen
- mit Peter Häberle, Waltraud  Hakenberg, Christiane König, Jürgen Winkler, Otto Model, Carl Creifelds, Gustav Lichtenberger, Gerhard Zierl: Staatsbürger-Taschenbuch: alles Wissenswerte über Europa, Staat, Verwaltung, Recht und Wirtschaft mit zahlreichen Schaubildern. 34. Auflage. C. H. Beck, München 2018, ISBN 978-3-406-71261-6.[8]
- mit Jürgen Busse, Andreas Decker, Andreas Dhom, Franz Dirnberger, Rainer Franz, Otto Gassner, Andreas Geiger, Jürgen Gollwitzer, Christian Konrad, Christian Kühnel, Alfred Lechner, Johannes Nolte, Helmut Rauscher, Fardad Shirvani, Katja Strohhäker, Horst Taft, Stephan Wolf, Wolfgang Würfel: Bayerische Bauordnung (ohne Fortsetzungsnotierung). Inklusive 140. Ergänzungslieferung. Hrsg.: Jürgen Busse. C. H. Beck, München 2021, ISBN 978-3-406-50080-0.